# Wilhelm Schmidt (Ministerialdirektor)
Wilhelm Paul Ludwig Christian Schmidt (* 20. November 1829 in Altkalen; † 6. April 1909 in Schwerin) war ein deutscher Beamter im Dienst der Mecklenburg-Schweriner Landesregierung.

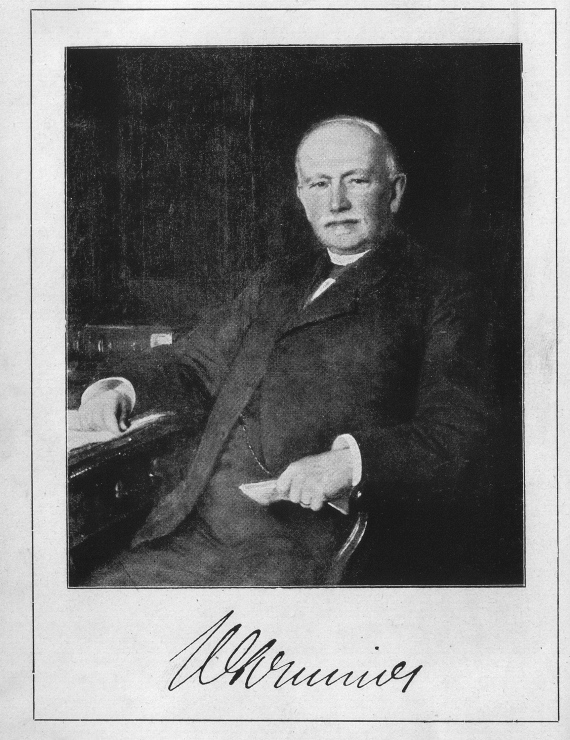

## Leben
Wilhelm Schmidt wurde 1829 als Sohn des Theologen und Präpositus Joachim Schmidt in Altkalen geboren. Schmidt besuchte die Domschule Güstrow. Nach dem Abitur begann er an der Universität Leipzig Rechtswissenschaft zu studieren. 1849 wurde er im Corps Saxonia Leipzig recipiert. Er wechselte an die Ruprecht-Karls-Universität Heidelberg und wurde 1850 – wie Heinrich Martins, Adolf Blomeyer, Albert Lücke und Rudolf Hammer – auch im Corps Vandalia Heidelberg aktiv. Er beendete das Studium an der heimatlichen Universität Rostock.
Nach dem Studium begann ein stetiger Aufstieg in den Ministerien der Schweriner Landesregierung. 1859 wurde er Ministerialassessor im Ministerium des Innern, 1864 Ministerialrat, 1884 Geheimer Ministerialrat und schließlich Ministerialdirektor im Mecklenburg-Schwerinschen Ministerium des Innern. Große Verdienste erwarb er etwa bei dem Ausbau des Eisenbahnwesens und der Entwicklung der Fährverbindung nach Dänemark. 1887 hatte er die Leitung der (Großherzoglichen) Kommission zur Erhaltung der Denkmäler. Seiner Förderung ist die von Friedrich Schlie in fünf Bänden erfolgte Beschreibung und Inventarisierung der Kunst- und Geschichtsdenkmäler Mecklenburg-Schwerins wesentlich zu verdanken. Er war Mitglied des Vereins für mecklenburgische Geschichte und Altertumskunde und des Wissenschaftlichen Vereins zu Schwerin. Zu seinem 50-jährigen Dienstjubiläum wurde er 1904 mit dem Titel Exzellenz geehrt. Wilhelm Schmidt starb 1909 in Schwerin in seinem 80. Lebensjahr.

„Auch in dem engeren Kreise unseres Geschichtsvereins sind uns im letzten Vereinsjahr empfindliche Verluste nicht erspart geblieben. Ich denke dabei vor allem an Ministerialdirektor Wilhelm Schmidt. Wir kannten ihn ja alle, den Mann der unermüdlichen Arbeit, die er ein langes Leben hindurch seinem engeren Vaterlande widmete. Über 50 Jahre, wahrlich ein seltener Fall, gehörte er dem Ministerium des Innern zuerst in beratender, dann in leitender Stellung an. Er hat […] vielfach bestimmenden Einfluß auf Gesetzgebung und Verwaltung ausgeübt, ja mancher Neueinrichtung das Gepräge seines Geistes aufgedrückt. […]“

## Ehrungen
- Exzellenz (1904)
- Hausorden der Wendischen Krone, Großkomtur
- Roter Adlerorden 2. Klasse
- Königlicher Kronen-Orden (Preußen) 2. Klasse mit Stern
- Dannebrogorden, Komturkreuz 1. Grades